# Poraniella
Poraniella is een geslacht van zeesterren uit de familie Asteropseidae.

## Soort
- Poraniella echinulata (Perrier, 1881)